# Båtsmanstjärnen, Ångermanland
Båtsmanstjärnen är en sjö i Örnsköldsviks kommun i Ångermanland och ingår i Moälvens huvudavrinningsområde.